# Heterotrófia
Heterotróf az olyan organizmus, amelynek a túléléséhez szükséges kémiai energia megtermeléséhez szerves anyagokra van szüksége.
A heterotrófia szó a görög heterosz (ἕτερος = más) és trofé (τροφή = étel) összetételéből származik.

## Meghatározása, típusai
A heterotrófokat konzumenseknek is nevezik a táplálékláncban, mert autotrófokat vagy más heterotrófokat fogyasztanak el, hogy így jussanak szerves szénhez; az elfogyasztott élőlény a heterotróf lény tápláléka. Minden állat heterotróf, miként a legtöbb gomba és sok baktérium is. Néhány állat, például a korall szimbiotikus kapcsolatot épít ki autotrófokkal, és így jutnak szerves szénhez. Vannak olyan parazita növények is, amelyek részben vagy teljesen heterotróffá váltak. Ugyancsak állatokat fogyasztanak el a húsevő növények így szerezve meg az életműködésükhöz szükséges nitrogént, ezek azonban autotrófok.
Ahhoz, hogy egy fajt heterotrófnak nevezzünk, a szenet kell szerves molekulákból nyernie. Ha a nitrogént szerves forrásból nyeri, de az energiát nem, autorófnak tekintjük. A szerves forrásból szenet nyerő élőlények táplálkozásában két altípust különböztetünk meg:
- fotoheterotróf — Az energiát fényből nyeri, de a szénforrása szerves anyag;
- kemoheterotróf (organotróf) — Az energiát szerves vagy szervetlen molekulák fogyasztásából nyeri, a szenet organikus forrásból szerzi.

## Az anyagcsere
Táplálékukat a heterotróf élőlények (és a rovarevő növények) megemésztik. E folyamatokban a komplex és a makromolekulák (poliszaharidok, fehérjék, nukleinsavak, lipidek) nagy többsége építőköveire (monoszaharidokra, aminosavakra, nukleotidokra, zsírsavakra, koleszterinre stb.) bomlik le. Ezek az építőkövek aztán két irányban folytathatják útjukat:
1. 1. Felhasználódnak mint a heterotróf élőlény komplex és makromolekuláinak építőelemei, vagy

1. 2. Lebomlanak kis szervetlen molekulákká (CO2, H2O, NH3 stb.), hogy a heterotróf élőlény a lebomlás során felszabaduló energia egy része hasznosíthassa.

A kisebb-nagyobb szerves molekulák felépítésének, lebontásának és egymásba átalakításának folyamait összefoglaló néven anyagcserének nevezzük (metabolizmus):
- a molekulák lebontása a katabolizmus, ami közben többnyire energia szabadul fel,

- szerves molekulák előállítása az anabolizmus, ez többnyire energiát fogyaszt.

## Az energia felhasználása
A szerves vegyületek lebontásával nyert energia fő felhasználási területei:
1. Mozgás (beleértve a test mozgatását, a testen belüli simaizmok mozgását, a vérkeringés mozgatását és a sejteken belüli mozgásfolyamatokat is).
2. Membrán-transzport (a sejtek és sejtszervecskék membránjain át folyamatosak az energiaigényes transzportfolyamatok).
3. Jelátvitel (a folyamatos környezeti alkalmazkodáshoz komoly sejten belüli és sejtközi információtovábbító mechanizmus kell).
4. Bioszintézisre. A szervezet saját szerves molekuláinak felépítéséhez jelentős energiafelhasználásra van szükség.
5. Hőtermelés. (Az enzimek csak megfelelő testhőmérsékleten működnek optimálisan. Az emberben a lebontó folyamatok energiavesztesége többnyire elég hőt biztosít a testhőmérséklet fenntartásához. Ha mégsem, akkor speciális folyamatokkal képesek vagyunk a bizonyos sejtekben kémiai kötésekké alakított energiát többlet hővé alakítani).